# Phlegra bresnieri meridionalis

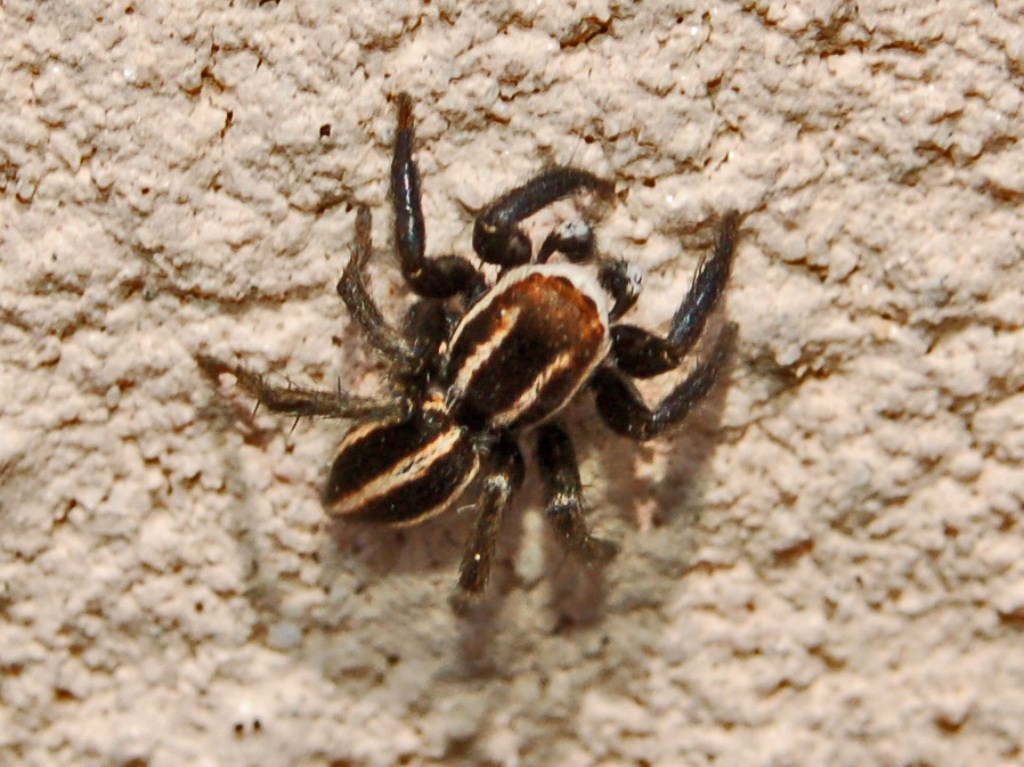
Phlegra bresnieri

Phlegra bresnieri meridionalis is een spinnenondersoort in de taxonomische indeling van de springspinnen (Salticidae).
Het dier behoort tot het geslacht Phlegra. De wetenschappelijke naam van de soort werd voor het eerst geldig gepubliceerd in 1906 door Embrik Strand.